# Thomasine Gyllembourg
Thomasine Christine Gyllembourg (Copenaghen, 9 novembre 1773 – 1º luglio 1856) è stata una scrittrice danese.

## Biografia
Nata Buntzen, fu moglie di Peter Andreas Heiberg, ne divorziò mantenendo invece il figlio Johan Ludvig Heiberg; fu autrice versatile e le sue opere presentano sani principi morali.

## Opere
- Familien Polonius (1827)
- En Hverdags-Historie (1828)
- Den magiske Nøgle (1830)
- Kong Hjort (1830)
- Slægtskab og Djævelskab (1830)
- Den lille Karen (1830)
- Sproglæreren (1831) – play
- Magt og List (1831) – play
- Fregatskibet Svanen (1831) – play
- Drøm og Virkelighed (1833)
- Mesalliance (1833)
- De Forlovede (1834) – play
- Findeløn (1834)
- De lyse Nætter (1834)
- Ægtestand (1835)
- En Episode (1835)
- Extremerne (1835)
- Jøden (1836)
- Hvidkappen (1836)
- Montanus den Yngre (1837)
- Nisida (1837)
- Maria (1839)
- Een i Alle (1840)
- Nær og fjern (1841)
- Jens Drabelig (1841)
- En Brevvexling (1843)
- Korsveien (1844)
- Castor og Pollux (1844)
- To Tidsaldre (1845)